# 14 augusti
14 augusti är den 226:e dagen på året i den gregorianska kalendern (227:e under skottår). Det återstår 139 dagar av året.

## Återkommande bemärkelsedagar

### Nationaldagar
- Pakistans självständighetsdag (till minne av självständigheten från Indien denna dag 1947, se även 23 mars)

### Övrigt
- I USA firas segerdagen 1945 avseende segern över Japan i andra världskriget ("VJ-Day")

## Namnsdagar

### I den svenska almanackan
- Nuvarande – Uno
- Föregående i bokstavsordning
  - Bill – Namnet infördes 1986 på 29 maj, men flyttades 1993 till dagens datum och utgick 2001.
  - Ebbe – Namnet infördes på dagens datum 1901. 1993 flyttades det till 6 mars, där det har blivit kvar sedan dess.
  - Eberhard – Namnet infördes på dagens datum 1986, men utgick 1993.
  - Efraim – Namnet infördes på dagens datum 1986, men flyttades 1993 till 18 december och utgick 2001.
  - Emil – Namnet förekom på dagens datum på 1790-talet, men utgick sedan. 1901 infördes det på 14 november och har funnits där sedan dess.
  - Eusebius – Namnet fanns, till minne av flera kristna martyrer från 300-talet, på dagens datum före 1901, då det utgick.
  - Uno – Namnet infördes 1986 på 25 maj. 1993 flyttades det till 4 november och 2001 till dagens datum och har funnits där sedan dess.
  - William – Namnet infördes 1986 på 6 april, men flyttades 1993 till dagens datum och utgick 2001. 2011 återinfördes det på 6 april.
- Föregående i kronologisk ordning
  - Före 1901 – Eusebius och Emil
  - 1901–1985 – Ebbe
  - 1986–1992 – Ebbe, Eberhard och Efraim
  - 1993–2000 – William och Bill
  - Från 2001 – Uno
- Källor
  - Brylla, Eva (red.). Namnlängdsboken. Gjøvik: Norstedts ordbok, 2000 ISBN 91-7227-204-X
  - af Klintberg, Bengt. Namnen i almanackan. Gjøvik: Norstedts ordbok, 2001 ISBN 91-7227-292-9

### Finlandssvenska almanackan
- Nuvarande från 2025[1] – Bianca, Sienna
- I föregående revideringar[a][2]
  - 1929–2014 – Svea
  - 2015–2024 – Bianca

### I den finska almanackan
- Kanerva och Onerva[3]

## Händelser
- 1040 – Duncan I stupar i strid mot sin kusin Macbeth, som efterträder honom som kung av Skottland.
- 1790 – Freden i Värälä ingås mellan Sverige och Ryssland.
- 1814 – Konventionen i Moss mellan Norge och Sverige som blir grunden för den svensk-norska unionen undertecknas.
- 1879 – Spanien erkänner Peru som självständig stat.[4]
- 1900 – Allierade trupper intar Peking i Kina.
- 1921 – Tuvinska folkrepubliken utropas.[5]
- 1947 – Pakistan blir självständigt från brittiska imperiet.[6] Trots att övergången sker vid midnatt efter detta datum räknar Pakistan den 14 augusti som sin självständighetsdag.
- 1991 – Folketinget godkänner byggandet av en fast förbindelse mellan Malmö och Köpenhamn.
- 1999 – Det sista brofacket på Öresundsförbindelsen läggs på plats. Kronprinsessan Victoria och kronprins Frederik av Danmark möts symboliskt på mitten av bron.
- 2006
  - Helios Airways Flight 522 havererar och alla 121 människor ombord omkommer.
  - Ett vapenstillestånd avslutar Israel-Libanon-konflikten. Israels blockad av Libanon fortgår till 8 september.
- 2007 – Bombningarna i Qahtaniya 2007, en serie koordinerade bombattentat, utförs av självmordsbombare i staden Qahtaniya, belägen i Kurdistan, norra Irak. Attentaten är de hittills blodigaste terrordåden i Irakkriget. Antalet personer döda beräknas till 796. 1562 skadade. Det är al-Qaida som ligger bakom.

## Födda
- 1473 – Margaret Pole, grevinna av Salisbury, saligförklarad
- 1571 – Anders Bure, svensk generalmatematikus, krigsråd, den svenska kartografins fader
- 1646 – John Flamsteed, brittisk astronom
- 1688 – Fredrik Vilhelm I av Preussen, kung
- 1734 – Thomas Sumter, amerikansk militär och politiker
- 1742 – Pius VII, född Barnaba Niccolò Maria Luigi Chiaramonti, påve
- 1771 – Sir Walter Scott, skotsk författare
- 1777 – Hans Christian Ørsted, dansk kemist och fysiker
- 1786 – John Tipton, amerikansk politiker, senator (Indiana)
- 1806 – Cecilia Fryxell, svensk skolgrundare och pedagog
- 1814 – Adolph Tidemand, norsk målare
- 1840 – Richard von Krafft-Ebing, tysk baron, läkare och professor
- 1848 – Ernst von der Recke, dansk författare
- 1851 – Doc Holliday, amerikansk tandläkare och revolverman
- 1852 – Carl Aarsleff, dansk bildhuggare
- 1867 – John Galsworthy, brittisk författare, mottagare av Nobelpriset i litteratur 1932
- 1870 – Junius Marion Futrell, amerikansk demokratisk politiker och jurist, guvernör (Arkansas)
- 1876 – Alexander I av Serbien
- 1878 – Anton de Verdier, svensk skådespelare
- 1882 – Elin Brandell, svensk författare och journalist
- 1888 – Arvid Olsson, svensk chefredaktör och kommunistisk riksdagsman
- 1899 – Brita Nordencreutz, svensk konstnär född i Västerås
- 1904 – Kar de Mumma, pseudonym för Erik Zetterström, svensk revyförfattare, skriftställare och dagstidningskåsör
- 1907 – Ulla Billquist, svensk sångare
- 1908 – Kaarlo Wirilander, finländsk historiker
- 1910 – Jens Sigsgaard, dansk författare, Palle är ensam i världen
- 1911 – Karl-Arne Holmsten, svensk skådespelare
- 1914
  - Poul Hartling, dansk politiker, statsminister
  - Stieg Trenter, svensk journalist och deckarförfattare
- 1926
  - Agostino Cacciavillan, italiensk kardinal
  - René Goscinny, fransk författare, Asterix skapare
- 1929 – Louise Slaughter, amerikansk demokratisk politiker
- 1933
  - Erik Eriksson, svensk dokumentärfilmare
  - Richard R. Ernst, schweizisk kemist, mottagare av Nobelpriset i kemi 1991
- 1934 – Trevor Bannister, brittisk skådespelare
- 1939 – Inger Taube, svensk fotomodell och skådespelare
- 1941
  - David Crosby, amerikansk sångare och gitarrist
  - Lars Humble, svensk skådespelare
- 1943 – Ronnie Campbell, brittisk parlamentsledamot (Labour)
- 1945
  - Robin Hayes, amerikansk republikansk politiker, kongressledamot
  - Steve Martin, amerikansk skådespelare och författare
- 1946 – Susan Saint James, amerikansk skådespelare
- 1950 – Gary Larson, amerikansk skämttecknare
- 1956 – Lennart ”Fjodor” Eriksson, svensk musiker
- 1959
  - Marcia Gay Harden, amerikansk skådespelare
  - Magic Johnson, amerikansk basketbollspelare
- 1960 – Sarah Brightman, brittisk sopran och skådespelare
- 1965 – Brannon Braga, amerikansk manusförfattare och TV-producent
- 1966 – Halle Berry, amerikansk skådespelare
- 1967 – Erik Gandini, svensk-italiensk regissör
- 1968
  - Johanna Friberg, svensk skådespelare
  - Catherine Bell, amerikansk skådespelare och fotomodell
- 1970
  - Cecilia Frode, svensk skådespelare
  - Yvonne Ruwaida, svensk miljöpartistisk politiker, ordförande för Grön Ungdom, riksdagsledamot
- 1971 – Tasso Stafilidis, svensk skådespelare och vänsterpartistisk politiker, riksdagsledamot
- 1972 – Daniella Josberg, svensk författare, mördad
- 1983 – Mila Kunis, amerikansk skådespelare
- 1984 – Robin Söderling, svensk tennisspelare
- 1991 – Charlotte Nicdao, australisk skådespelare

## Avlidna
- 1040 – Duncan I, kung av Skottland
- 1319 – Valdemar av Brandenburg, markgreve av Brandenburg
- 1458 – Domenico Capranica, italiensk kardinal
- 1464 – Pius II, född Enea Silvio Piccolomini, påve
- 1691 – Richard Talbot, brittisk earl och titulär hertig av Tyrconnel
- 1847
  - Frans Michael Franzén, biskop i Härnösands stift, ledamot av Svenska Akademien, psalmförfattare
  - John Mattocks, amerikansk politiker, guvernör i Vermont
- 1863 – Colin Campbell, brittisk fältmarskalk
- 1885 – Waldo P. Johnson, amerikansk politiker, senator (Missouri)
- 1887 – Aaron Augustus Sargent, amerikansk republikansk politiker och diplomat, senator (Kalifornien)
- 1888 – Carl Christian Hall, dansk politiker, statsminister
- 1919 – Gösta Sandels, svensk målare
- 1921 – Erik Borgstedt, svensk violinist, violoncellist, operasångare och dirigent
- 1941 – Paul Sabatier, fransk kemist, mottagare av Nobelpriset i kemi 1912
- 1942 – Maximilian Kolbe, polsk franciskanmunk och martyr, helgonförklarades
- 1951 – William Randolph Hearst, amerikansk tidningskung
- 1954 – Hugo Eckener, tysk ingenjör
- 1956
  - Bertolt Brecht, tysk poet och dramatiker
  - Konstantin von Neurath, tysk utrikesminister
- 1958 – Frédéric Joliot, fransk kärnfysiker, mottagare av Nobelpriset i kemi 1935
- 1964 – Johnny Burnette, amerikansk rockabillymusiker
- 1966 – Bertil Ehrenmark, svensk skådespelare
- 1969
  - Sven d'Ailly, svensk operasångare, lutspelare, teaterregissör och skådespelare
  - Leonard Woolf, brittisk författare
- 1980 – Dorothy Stratten, kanadensisk fotomodell och skådespelare
- 1986 – Inger Axö, svensk skådespelare och sångare
- 1989 – Robert Bernard Anderson, amerikansk republikansk politiker, USA:s finansminister
- 1992 – Mona Dan-Bergman, svensk skådespelare
- 1994 – Elias Canetti, tyskspråkig författare, mottagare av Nobelpriset i litteratur 1981
- 1996 – Sergiu Celibidache, rumänsk dirigent
- 2003 – Helmut Rahn, tysk fotbollsspelare, anfallare
- 2004 – Czesław Miłosz, polsk författare, mottagare av Nobelpriset i litteratur 1980
- 2005 – Caj Selling, svensk balettdansör
- 2007
  - John Biffen, brittisk konservativ politiker
  - Tichon Chrennikov, rysk kompositör och pianist
  - Gerda Nilsson, svensk socialistisk riksdagspolitiker
- 2011 – Shammi Kapoor, indisk skådespelare
- 2012
  - Vilasrao Deshmukh, indisk politiker
  - Svetozar Gligorić, serbisk internationell stormästare i schack
- 2013 – Yvonne Axö, svensk skådespelare och sångare
- 2014 – Jay Adams, amerikansk skateboardåkare
- 2020 – James R. Thompson, amerikansk republikansk politiker och jurist, guvernör i Illinois
- 2024
  - Lasse Björn, svensk ishockeyspelare
  - Gena Rowlands, amerikansk skådespelare